# Encebras
Encebras (en valenciano Les Enzebres) es una pedanía perteneciente al municipio de Pinoso en Alicante, Comunidad Valenciana, España. Está situada unos 5 km al sureste de Pinoso. Contaba con 207 habitantes en 2010 (INE).

## Geografía física
Encebras se encuentra al sureste del término de Pinoso, rodeada de sierras y atravesada por el sendero GR-7.

## Historia
Cerca de Encebras, en la zona conocida como el Castillarejo, se han hallado restos de época eneolítica y de la Edad del Bronce. En Purgateros se han encontrado vestigios de época andalusí. El topónimo alude a la presencia de encebras o caballos salvajes hasta la Edad Media. En el Diccionario de Madoz (1845-1850) aparece la siguiente descripción:

ENSEBRAS: cas[erío] de la prov[incia] de Alicante [...], térm[ino] jurisd[iccional] de Pinoso. Sit[uado] al SE. del mismo, á la dist[ancia] de una hora, y comprende unas 50 casas diseminadas en 4 grupos, y una ermita en la que se dice misa los días festivos por un sacerdote que nombran y pagan los moradores del cas[erío]: el terreno es desigual, pero fértil; y le domina un monte de sal llamado Cabeso, la sierra del Chirivell y la de las Tres fuentes: los hab[itantes] se surte de un manantial de buenas aguas, que abastece también al Pinoso y otros cas[eríos]. Prod[ucción]: anis, trigo, cebada, almendra, vino y aceite. Pobl[ación]: 50 vec[inos], 209 alm[as] regidas por una especie de alc[alde] p[edáneo] llamado diputado de justicia, que nombra el ayunt[amiento] de Pinoso.
Diccionario de Madoz

En 1916 se instaló un convento de las Hermanas Carmelitas de Orihuela, que sigue funcionando y ejerce además las funciones de albergue.

## Cultura
- Fiestas patronales: Se celebran en honor de la Santa Trinidad en su fecha de celebración (entre finales de mayo y principios de junio).[1]